# Кадисия (мухафаза)
Кадисия (араб. القادسية‎) — мухафаза в центре Ирака. Административный центр — город Эд-Дивания. Другие крупные города — Афак, Эль-Хамза, Эш-Шамия, Гаммас, Эш-Шинафия, Эд-Даггара.
Располагается в центре Ирака, большей частью в междуречье Тигра и Евфрата. Центром мухафазы является город Эд-Дивания. До 1976 года Кадисия являлась частью провинции Эд-Дивания.
Название мухафазы происходит от названия исторического города Кадисия, ставший местом битвы при Кадисии.

## Округа
- Афак
- Эд-Дивания
- Эль-Хамза
- Эш-Шамия